# Mad Max 2
Mad Max 2, ook wel bekend als The Road Warrior of Mad Max 2: The Road Warrior, is een Australische film uit 1981. Het is het vervolg op de film Mad Max. Mad Max 2 is net als zijn voorganger geregisseerd door George Miller. De hoofdrol wordt weer vertolkt door Mel Gibson.
De film werd wereldwijd een succes en droeg sterk bij aan de carrière van Gibson. De film geldt tegenwoordig als een cultfilm.

## Verhaal
De film speelt enkele jaren na de vorige film. De ondergang van de menselijke beschaving is alsmaar verdergegaan, mede door de ontstane energietekorten. Dit heeft meerdere oorlogen tot gevolg gehad.
Max Rockatansky, de eenzame zwerver en ex-politieman, reist doelloos rond in de Australische post-apocalyptische woestenij, altijd op zoek naar voedsel en benzine om te kunnen overleven. Zijn enige gezelschap is zijn hond. Nadat hij een bende bandieten onder leiding van een zekere Wez heeft verslagen, ontdekt Max een schijnbaar verlaten autogiro. De piloot van het toestel heeft een val gezet, maar Max doorziet dit op tijd. De piloot vertelt Max vervolgens van een nog werkende olieraffinaderij iets verderop.
Die nacht ziet Max vanaf een afstand hoe de raffinaderij wordt belegerd door dezelfde bende bandieten onder leiding van de gewelddadige Lord Humungus. Max redt in eerste instantie een van de inwoners in ruil voor benzine, maar deze overlijdt als Max hem uiteindelijk binnen de omheining van de raffinaderij heeft gebracht, waardoor zijn deal niet meer geldt en hij in de boeien wordt geslagen. Lord Humungus heeft twee inwoners die eerder ook gevlucht waren gevangengenomen en voorop zijn wagen vastgebonden. Hij stelt de inwoners een ultimatum. Omdat de raffinaderij enkel een tanker heeft en geen truck om deze te slepen, geeft Max de inwoners aan dat, als ze hulp willen, ze bij hem moeten zijn, want hij heeft een verlaten truck gezien en die wil hij dan wel ophalen, zodat ze daarmee hun brandstofvoorraad veilig kunnen vervoeren. De inwoners stemmen toe, maar houden Max' auto als onderpand. Max gaat op pad. Een jongen die “Feral Kid” wordt genoemd wil ook mee, maar Max zegt dat hij terug moet gaan. Max haalt dan de piloot van de autogiro op die hij eerder heeft vastgeketend boven op een berg en samen trekken ze eropuit om de truck te halen.
Max slaagt in zijn opdracht ondanks tegenwerking van Humungus en zijn bende. De inwoners van de raffinaderij bieden hem aan om met hen mee te gaan naar de bewoonde wereld, maar Max slaat dit aanbod af en wil liever alleen verder reizen. Nauwelijks is Max vertrokken, of hij wordt door de bende aangevallen. Ze vernietigen zijn auto en het is enkel dankzij de piloot van de autogiro dat Max weer terugkomt naar de raffinaderij. Max heeft nu geen keus om toch de inwoners te helpen ontsnappen. Hij besluit zelf de truck te besturen. Enkele raffinaderijbewoners gaan met hem mee om de truck te verdedigen, en een andere groep inwoners gaat zodra de bende achter de truck aangaat snel de andere kant op. Een paar bandieten zien dit en rijden snel naar de raffinaderij om deze veilig te stellen, maar de inwoners hebben bommen geplaatst in de raffinaderij en deze ontploffen even later, zodat er van de raffinaderij niets meer overblijft.
De truck wordt onderweg aangevallen door de bandieten, en een voor een worden de meereizende raffinaderijbewoners gedood. De piloot van de autogiro gooit een brandbom op de wagen van Humungus, die stil komt te staan. De autogiro  wordt neergeschoten. Max keert de truck even later, om weer terug te rijden. Doordat Max vast zit en er een kogelpatroon op de motorkap ligt, zegt Max tegen de jongen deze te pakken, maar dan duikt Wez weer op. Met volle vaart rijdt Max verder. Lord Humungus zet de achtervolging in. Zijn auto heeft hij aan de praat gekregen met een paar flessen nitro. Hij weet niet dat de truck juist op hem afstevent. Lord Humungus kan door de snelheid niet remmen en knalt vol op de truck. Hierdoor kantelt de truck, van de wagen en Lord Humungus is niets meer over. De bende druipt af. Max komt er dan achter dat er geen benzine in de tank zit. Er zit echter enkel zand in de truck; het was een afleidingsmanoeuvre. De piloot van de autogiro die neergestort was, komt aanrijden. De piloot van de autogiro neemt de leiding over. Hij leidt de bewoners naar de noordelijke kust waar ze een nieuwe nederzetting willen stichten. Max blijft in de woestijn eenzaam achter.

## Rolverdeling
| Acteur          | Personage              | Opmerkingen      |
| --------------- | ---------------------- | ---------------- |
| Mel Gibson      | "Mad" Max Rockatansky  |                  |
| Bruce Spence    | piloot van de autogiro |                  |
| Emil Minty      | Feral Kid              |                  |
| Michael Preston | Pappagallo             | als Mike Preston |
| Virginia Hey    | krijgervrouw           |                  |
| Kjell Nilsson   | Lord Humungus          |                  |
| Vernon Wells    | Wez                    |                  |
| Max Phipps      | The Toadie             |                  |
| William Zappa   | Zetta                  |                  |
| Arkie Whiteley  | Vriendin van kapitein  |                  |

## Achtergrond

### Productie

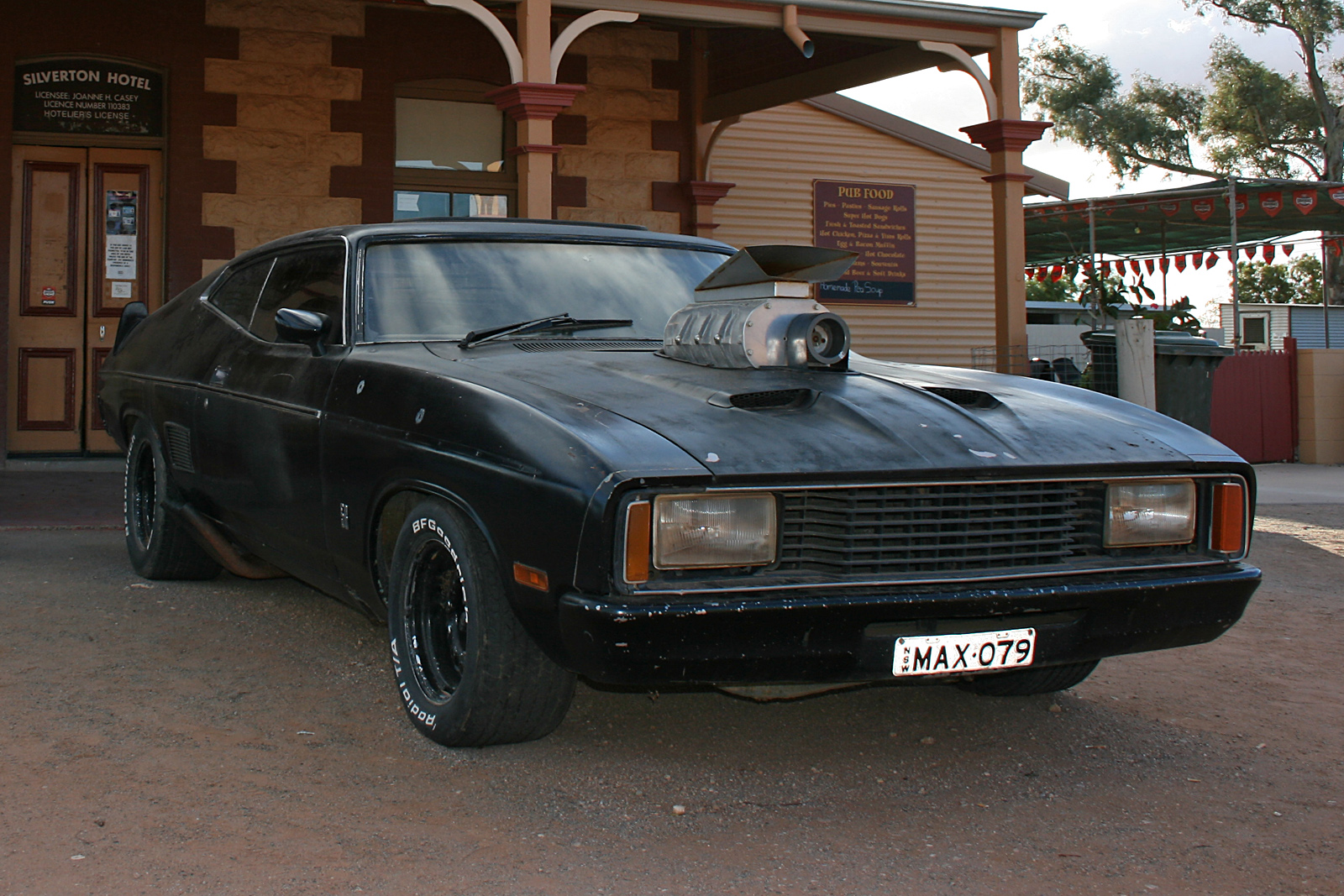
Replica van Mad Max Pursuit Special vehicle

De film maakt net als zijn voorganger gebruik van elementen uit het western-genre. Maar in plaats van paarden en koetsen wordt er volop gebruikgemaakt van auto’s, motorfietsen, vrachtwagens en zelfgebouwde voertuigen.
Max’ bekende zwarte wagen uit de vorige film werd ook in deze film weer gebruikt. De wagen was na opnames van de eerste film verkocht aan Murray Smith, die de wagen had aangepast voor de film, en moest voor deze film worden teruggekocht. Na de opnames van Mad Max 2 belandde de wagen op een schroothoop, waar hij werd gevonden door Bob Forsenko. De wagen staat nu in het Orlando Auto Museum.
De grote truck die Max gebruikt om de olietanker te slepen is een Mack R-600 uit 1970. Het voertuig van Humungus is een zwaar aangepaste Ford F-100.

### Filmmuziek
De muziek voor de film werd gecomponeerd en opgenomen door de Australische componist Brian May. De 35 minuten durende opname is uitgebracht op cd.
Enkele van de nummers werden gebruikt op een andere manier dan May in gedachten had. Zo is Finale and Largo eigenlijk de primaire muziek, en werd Montage geschreven voor de achtervolging met de truck.

### Ontvangst
Filmcriticus Roger Ebert gaf de film 3,5 van 4 sterren. Hij omschreef de film als “een film van pure actie en kinetische energie”. Op Rotten Tomatoes scoort de film 93% aan goede beoordelingen. Critici prezen vooral de stunts en het camerawerk.

### Mad Max-films
In 1979 kwam de eerste film uit: Mad Max. In 1985 kwam Mad Max Beyond Thunderdome uit. De vierde film, Mad Max: Fury Road kwam uit in 2015.

## Prijzen en nominaties
| jaar | prijs                           | categorie                             | genomineerde(n)                                                                  | uitslag     |
| ---- | ------------------------------- | ------------------------------------- | -------------------------------------------------------------------------------- | ----------- |
| 1982 | AFI Award                       | Best Achievement in Costume Design    | Norma Moriceau                                                                   | Gewonnen    |
| 1982 | AFI Award                       | Best Achievement in Editing           | David Stiven, Tim Wellburn, Michael Balson, Christopher Plowright, George Miller | Gewonnen    |
| 1982 | AFI Award                       | Best Achievement in Production Design | Graham 'Grace' Walker                                                            | Gewonnen    |
| 1982 | AFI Award                       | Best Achievement in Sound             | Roger Savage, Bruce Lamshed, Byron Kennedy                                       | Gewonnen    |
| 1982 | AFI Award                       | Beste regie                           | George Miller                                                                    | Gewonnen    |
| 1982 | AFI Award                       | Beste cinematografie                  | Dean Semler                                                                      | Genomineerd |
| 1982 | AFI Award                       | Best Original Music Score             | Brian May                                                                        | Genomineerd |
| 1982 | Avoriaz Fantastic Film Festival | Grand Prize                           | George Miller                                                                    | Gewonnen    |
| 1982 | LAFCA Award                     | beste buitenlandse film               | George Miller                                                                    | Gewonnen    |
| 1983 | Saturn Award                    | Beste internationale film             | -                                                                                | Gewonnen    |
| 1983 | Saturn Award                    | Beste acteur                          | Mel Gibson                                                                       | Genomineerd |
| 1983 | Saturn Award                    | Beste kostuums                        | Norma Moriceau                                                                   | Genomineerd |
| 1983 | Saturn Award                    | Beste regie                           | George Miller                                                                    | Genomineerd |
| 1983 | Saturn Award                    | Beste mannelijke bijrol               | Bruce Spence                                                                     | Genomineerd |
| 1983 | Saturn Award                    | Beste script                          | Terry Hayes, George Miller, Brian Hannant                                        | Genomineerd |
| 1983 | Hugo Award                      | Best Dramatic Presentation            | -                                                                                | Genomineerd |